# Narodi svijeta Z
Z
Zabara. Ostali nazivi:
- Lokacija: Niger, Nigerija
- Jezik/Porijeklo:
- Populacija:
- Kultura:
- Vanjske poveznice:

:Zagarač (Gornji i Donji), crnogorsko pleme u Katunskoj nahiji
Zamuco. Ostali nazivi:
- Lokacija:
- Jezik/Porijeklo
- Populacija (2007):
- Kultura:
- Vanjske poveznice:

Zapadnosudanski narodi, narodi koji govore jezicima zapadnosudanske ili nigersko-kongoanske jezične porodice. Osnovna je podjela na 9 glavnih skupina, to su: Mande, Kordofanski narodi, Atlantski-zapadnosudanski narodi, Ijoid narodi, Kru, Gur, Adamawa-Ubangijski narodi, Kwa, i Benue-kongoanski narodi.
Zapotec. Ostali nazivi:
- Lokacija: Meksiko
- Jezik/Porijeklo: zapotec, Oto-Mangue.
- Populacija (2007):
- Kultura:
- Vanjske poveznice:

Zaranda. Ostali nazivi:
- Lokacija: Bauchi, Nigerija
- Jezik/Porijeklo: jezik dijalekta geji.
- Populacija: 750
- Kultura:
- Vanjske poveznice:

Zarma. Ostali nazivi: Zerma, Zarmawa, Djerma
- Lokacija: Kebbi, Nigerija
- Jezik/Porijeklo: Songhai, Istočnosudanski narodi
- Populacija: 50,000 u Nigeriji (1973 SIL); 1,495,000 u Nigeru; 600 u Burkini Faso (1987); ukupno 2,000,000
- Kultura:
- Vanjske poveznice:

Zayam. Ostali nazivi: Zeam
- Lokacija: Bauchi, Nigerija
- Jezik/Porijeklo: Songhai,
- Populacija:
- Kultura:
- Vanjske poveznice:

Zoque. Ostali nazivi:
- Lokacija:
- Jezik/Porijeklo
- Populacija (2007):
- Kultura:
- Vanjske poveznice:

Zul. Ostali nazivi: Zulawa
- Lokacija: Bauchi, Nigerija
- Jezik/Porijeklo: dijalekt (zul mbarmi, barma) jezika polci
- Populacija: 2,400 (1993),
- Kultura:
- Vanjske poveznice:

Zuñi. Ostali nazivi:
- Lokacija: Novi Meksiko, SAD.
- Jezik/Porijeklo: Zuñi
- Populacija:
- Kultura:
- Vanjske poveznice:

:Zupci, crnogorsko pleme u hercegovini